# Palais de Nestor

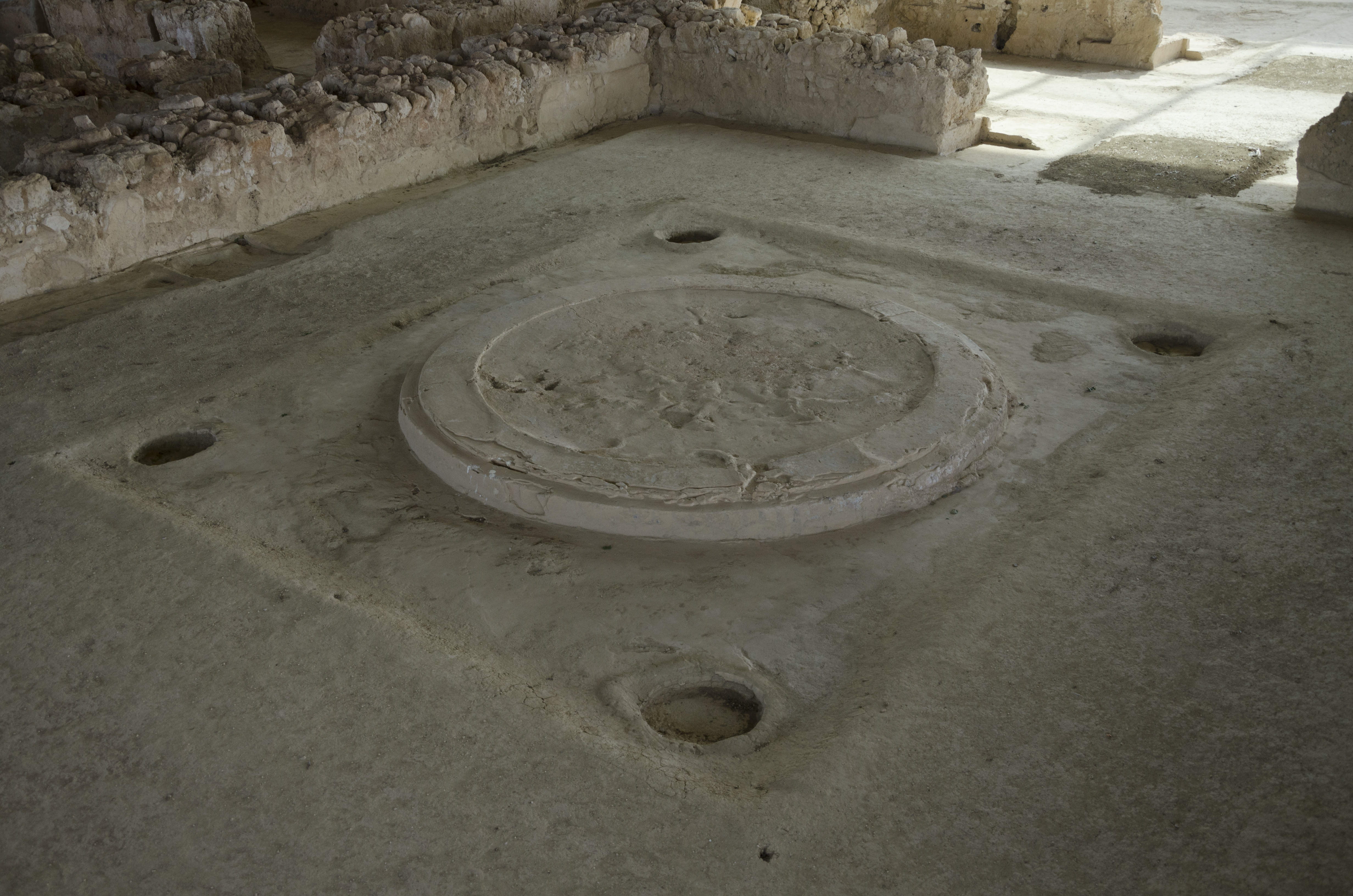
Foyer de la salle du trône du Palais de Nestor

Le palais de Nestor est le nom donné à un palais mycénien, un type de bâtiments caractéristique de la civilisation mycénienne (qui correspond à l’Helladique récent : 1650 - 1180 av. J.-C.). Il s'agit du palais mycénien le mieux conservé à ce jour. Il est situé à Ano Englianos, dans la région de Messénie, en Grèce, à 17 km au nord de la ville moderne de Pýlos. Il doit son surnom à Nestor, roi de Pýlos, un des principaux chefs achéens mentionnés dans l'Iliade.
Sa destruction violente par un incendie vers 1180 av. J.-C. a entrainé la préservation par cuisson de centaines de tablettes d'argile portant des inscriptions en Linéaire B, un syllabaire permettant l'écriture de la langue mycénienne. Leur étude par Alice Kober puis leur déchiffrement en 1952 par Michael Ventris et John Chadwick ont permis d'établir que le mycénien était une forme de grec archaïque.

## Histoire et géographie du royaume

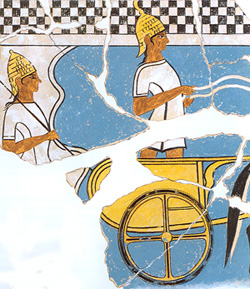
Guerriers sur un char. Fresque du palais de Nestor (période HR IIIA/B, vers 1350 av. J.-C.)

À l'âge du bronze (2600 - 1050 av. J.-C.) récent se développe, en particulier dans le Péloponnèse, la civilisation mycénienne. Pýlos devient alors la capitale d'un des centres de cette civilisation et d'un petit royaume, également connu sous le nom de royaume de Nestor, qui est mentionné plus tard par Homère dans son Iliade et son Odyssée, qui le caractérise notamment de « sablonneux » (ἠμαθόεις). Le royaume mycénien de Pýlos (1600 - 1180 av. J.-C.) est divisé en deux grandes provinces, la Déwera koraïya autour de la ville de Pýlos sur la côte, et la Péra koraïya autour de la ville de Réoukotoro. Il couvre une superficie d'environ 2 000 km2 et compte une population comprise entre 50 000 (selon les tablettes en linéaire B) et 120 000 habitants.
La Pylos homérique ne doit cependant pas être confondue avec la ville actuelle de Pylos, bien que la ville moderne actuelle consiste en un prolongement urbain continu de la ville antique. En effet, le centre urbain de la Pylos antique ne reste encore aujourd'hui que partiellement identifié. Les différents vestiges archéologiques de palais et d'infrastructures administratives et résidentielles retrouvés dans la région laissent penser actuellement aux chercheurs que la ville antique se serait développée sur une zone beaucoup plus étendue, celle de la Pylie en général. Le point de référence typique de la ville mycénienne reste le Palais de Nestor, mais de nombreux autres palais de la période mycénienne ont été récemment mis au jour, comme ceux de Nichória et d'Iklaina, qui furent rapidement subordonnés à Pylos. Son port et son acropole étaient vraisemblablement établis sur le promontoire Koryphasion (ou cap Coryphasium), commandant l'entrée nord de la baie à 4 km au nord de la ville moderne et au sud du palais mycénien, mais il n'en subsiste pas de vestiges.

## Palais de Nestor

### Description
La colline d'Ano Englianos, près du village de Chóra, à 17 km de la ville moderne de Pylos, abrite l'un des plus importants palais mycéniens de la Grèce, connu sous le nom de « palais de Nestor ». Ce palais reste aujourd'hui en Grèce le palais le mieux conservé et l'un des plus importants de toute la civilisation mycénienne. « Il existe actuellement en Grèce continentale — et en particulier dans le Péloponnèse — trois palais connus de l'époque mycénienne : celui de Mycènes (fouilles de Chrístos Tsoúntas, Alan Wace et Georges Mylonas), celui de Tirynthe (fouilles de Heinrich Schliemann, Wilhelm Dörpfeld, Kurt Müller et Klaus Kilian) et celui de la colline de Ano Englianos (fouilles de Carl Blegen), situé à une distance de 3 km au nord-ouest du village de Chóra et à 21 km au nord de Pylos. Or, ce troisième palais est celui qui avait le plus grand foyer (diamètre de 4,02 m) dans la salle du trône, par rapport aux foyers respectifs des palais de Mycènes (4 m) et de Tirynthe (3,5 m). Cela montre, en plus de toute la structure du palais, de sa décoration et de son organisation, que le maitre de la région détenait une certaine puissance et provenait d'une grande famille ».

### Historique

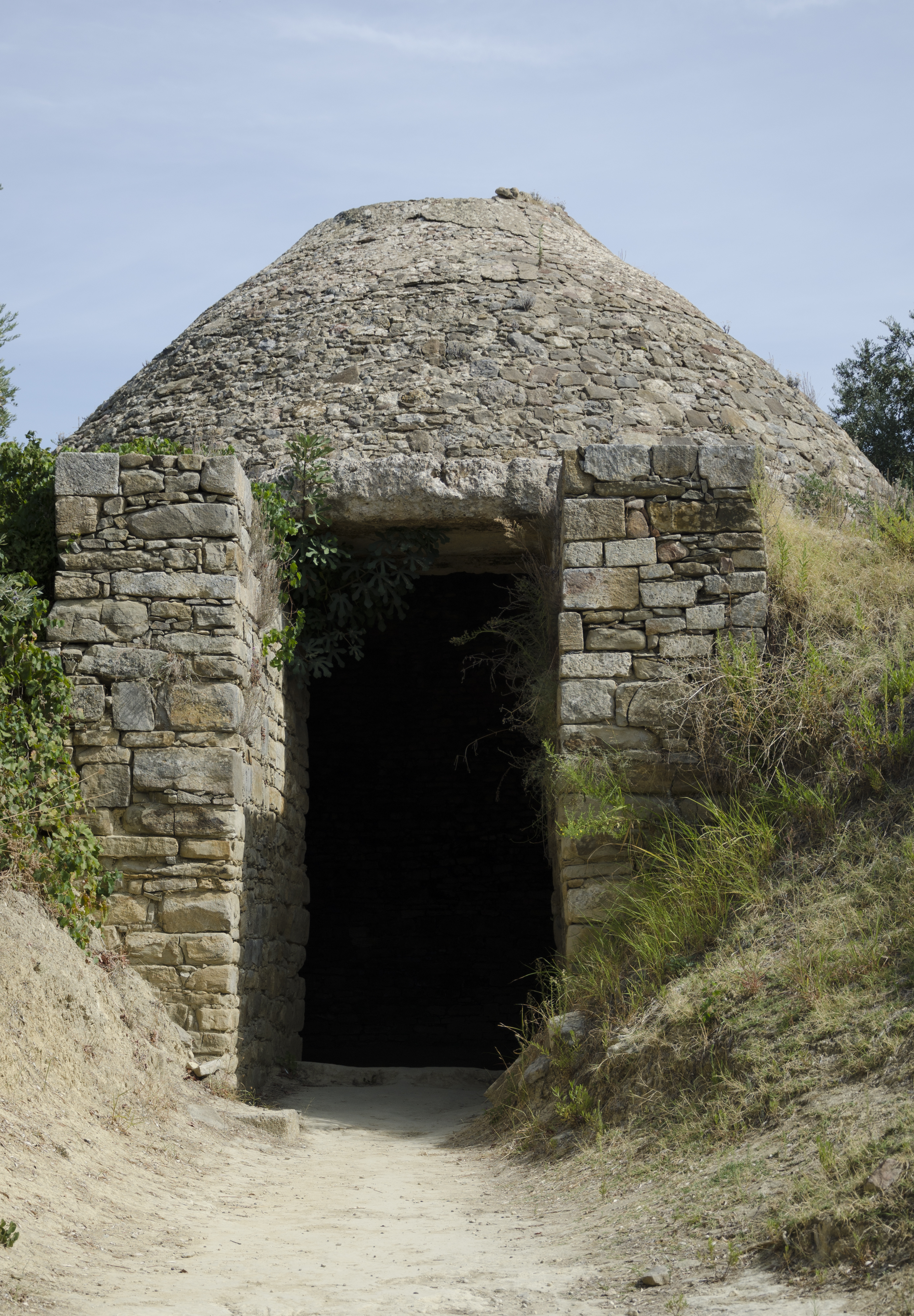
Tombe à tholos du palais de Nestor (tombe à Tholos IV)

Le palais de Nestor a été découvert en 1939 par l'archéologue américain Carl Blegen (1887–1971), de l'université de Cincinnati et de l'École américaine d'études classiques d'Athènes, et par Konstantinos Kourouniotis (1872–1945), du service archéologique grec. Leurs fouilles sont interrompues par la Seconde Guerre mondiale, puis reprennent en 1952 sous la direction de Blegen jusqu'en 1966. Il met au jour de nombreux éléments architecturaux, comme la salle du trône avec son foyer, une antichambre, des salles et des coursives toutes recouvertes de fresques d'inspiration minoenne, mais aussi de grands entrepôts, les murs externes du palais, des bains uniques, des galeries, et à 90 m à l’extérieur du palais, une tombe à tholos, ou chambre funéraire à coupole, restaurée en 1957 (tombe à Tholos IV).

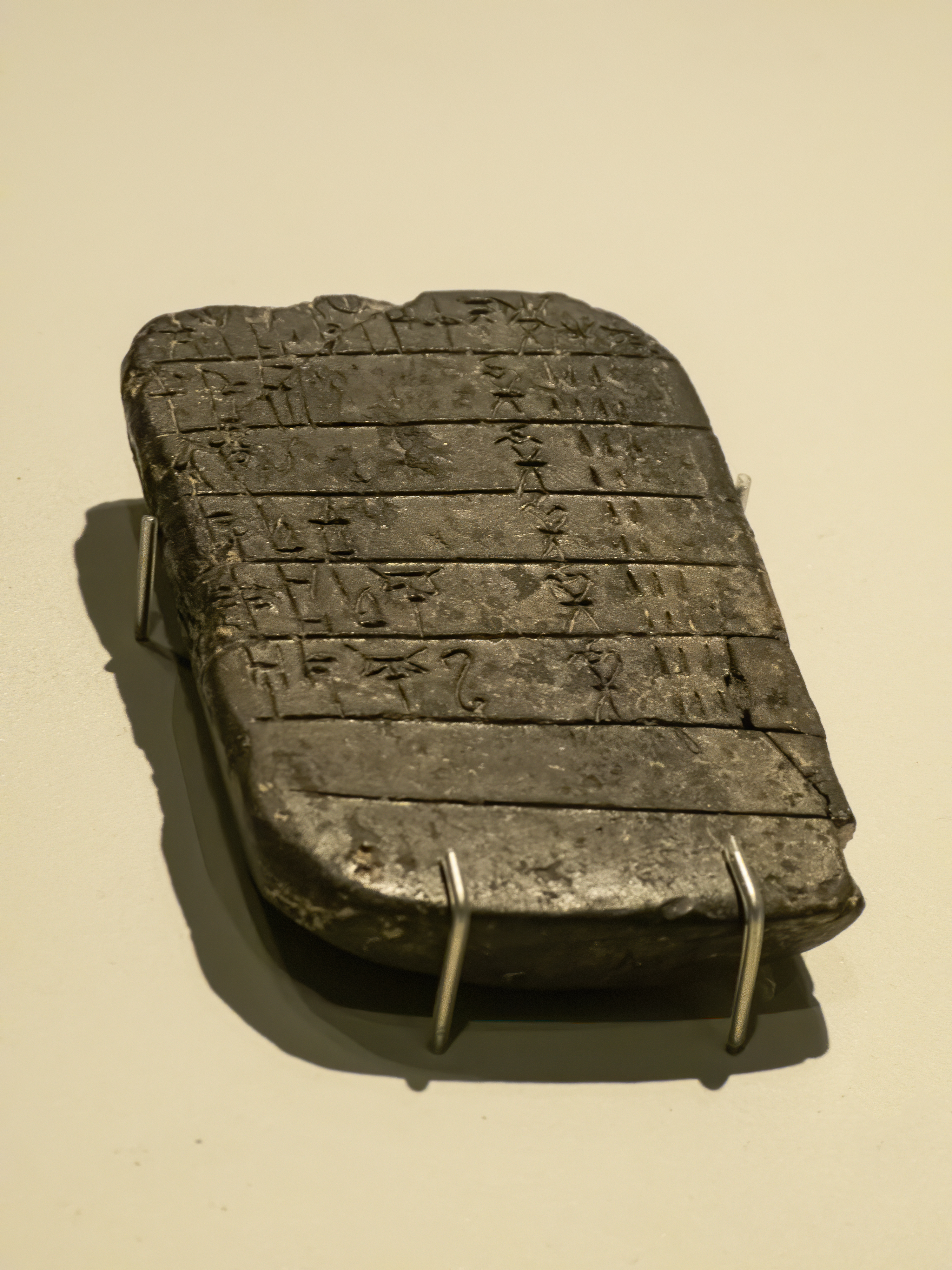
Tablette en argile avec inscriptions en linéaire B, découverte à Pylos (Musée archéologique de Chóra).

Blegen y trouve également, en plus des vestiges archéologiques du palais, de nombreuses inscriptions en linéaire B, un syllabaire utilisé pour l'écriture de la langue mycénienne entre 1425 et 1180 av. J.-C. Pylos est la plus grande source de ces tablettes en Grèce avec 1 087 fragments trouvés sur le site du plais de Nestor. Déchiffré en 1952 par Michael Ventris et John Chadwick, le mycénien se révèle être une forme archaïque du grec, le plus ancien dialecte grec connu, dont certains éléments ont survécu dans la langue d'Homère grâce à une longue tradition orale de poésie épique,. Ainsi, ces tablettes en argile, généralement utilisées à des fins administratives ou d'enregistrement des transactions commerciales, démontrent clairement que le site était déjà appelé « Pylos » en grec mycénien :  (pu-ro).

### Destruction du palais
Pylos est le seul palais de l'époque à ne pas posséder de murailles ou de fortifications. Il est détruit par le feu aux alentours de 1180 av. J.-C., au moment de l'effondrement de l'âge du bronze. De nombreuses tablettes d'argile en linéaire B en portent clairement les traces,,. Ces archives, préservées par la chaleur de l'incendie qui a détruit le palais, mentionnent des préparatifs de défense précipités en raison d'une attaque imminente, sans donner cependant de détail sur la force d'attaque. Le site de la Pylos mycénienne semble ensuite abandonné au cours des siècles obscurs (1180 - 750 av. J.-C.). À l'époque classique, la région de Pylos, avec celle de l'ancienne Messène, est asservie par Sparte.

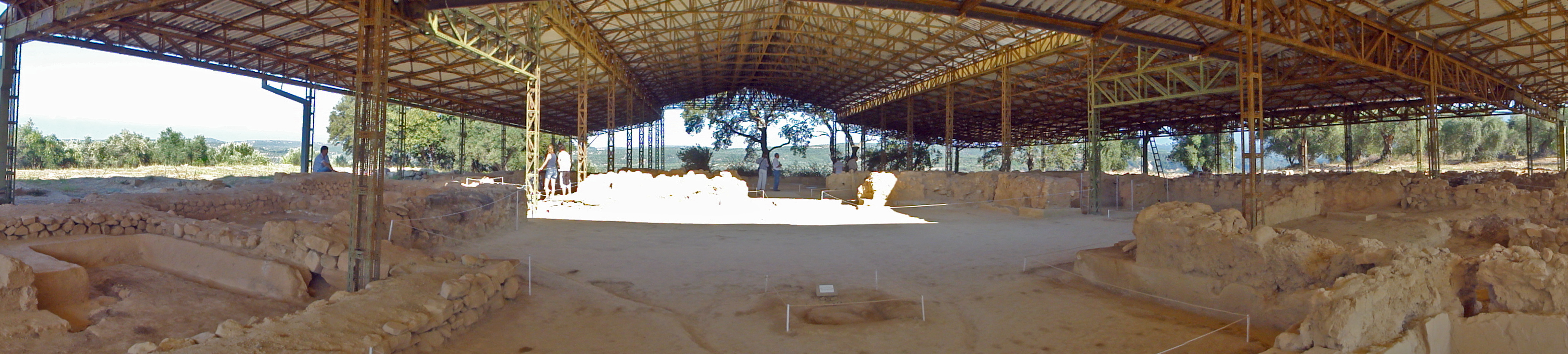
Vue panoramique du palais de Nestor

## Découvertes du XXIe siècle

### Tombe du guerrier griffon
En 2015, l’équipe de Sharon Stocker et de Jack L. Davis, de l'université de Cincinnati et sous l’égide de l'École américaine d'études classiques à Athènes, découvre près de la tombe à tholos IV, une tombe à fosse (non-tholos), datée de l'Helladique récent IIA (HR IIA, 1600 - 1470 av. J.-C.), d'un individu de 30-35 ans et de 1,70 m appelé le « guerrier Griffon » en raison de la créature mythologique, mi-aigle, mi-lion, gravée sur une plaque d'ivoire dans sa tombe. Celle-ci contient également une armure, des armes, un miroir et de nombreux bijoux à perles et en or, dont des chevalières en or d'une facture et d'une minutie exceptionnelles. Les chercheurs pensent qu'il pourrait s'agir de la tombe d'un wanax, un roi tribal, seigneur ou chef militaire,.

### Agate du combat de Pylos
C'est dans cette tombe qu'est aussi trouvée l'Agate du combat de Pylos, un sceau d'origine minoenne en agate représentant un guerrier engagé dans un combat au corps à corps, daté d'environ 1450 av. J.-C.,,,. En 2017, la même équipe découvre deux autres tombes à tholos exceptionnelles. Bien que leur coupoles se soient effondrées, ils découvrent qu'elles étaient tapissées de feuilles d'or et y retrouvent une multitude d'artéfacts culturels et des bijoux délicats, dont un pendentif en or représentant la tête de la déesse égyptienne Hathor. Ces objets montrent que Pylos avait des relations commerciales, auparavant inconnues, avec l'Égypte et le Proche-Orient vers 1500 av. J.-C.,.

## Musée archéologique de Chóra

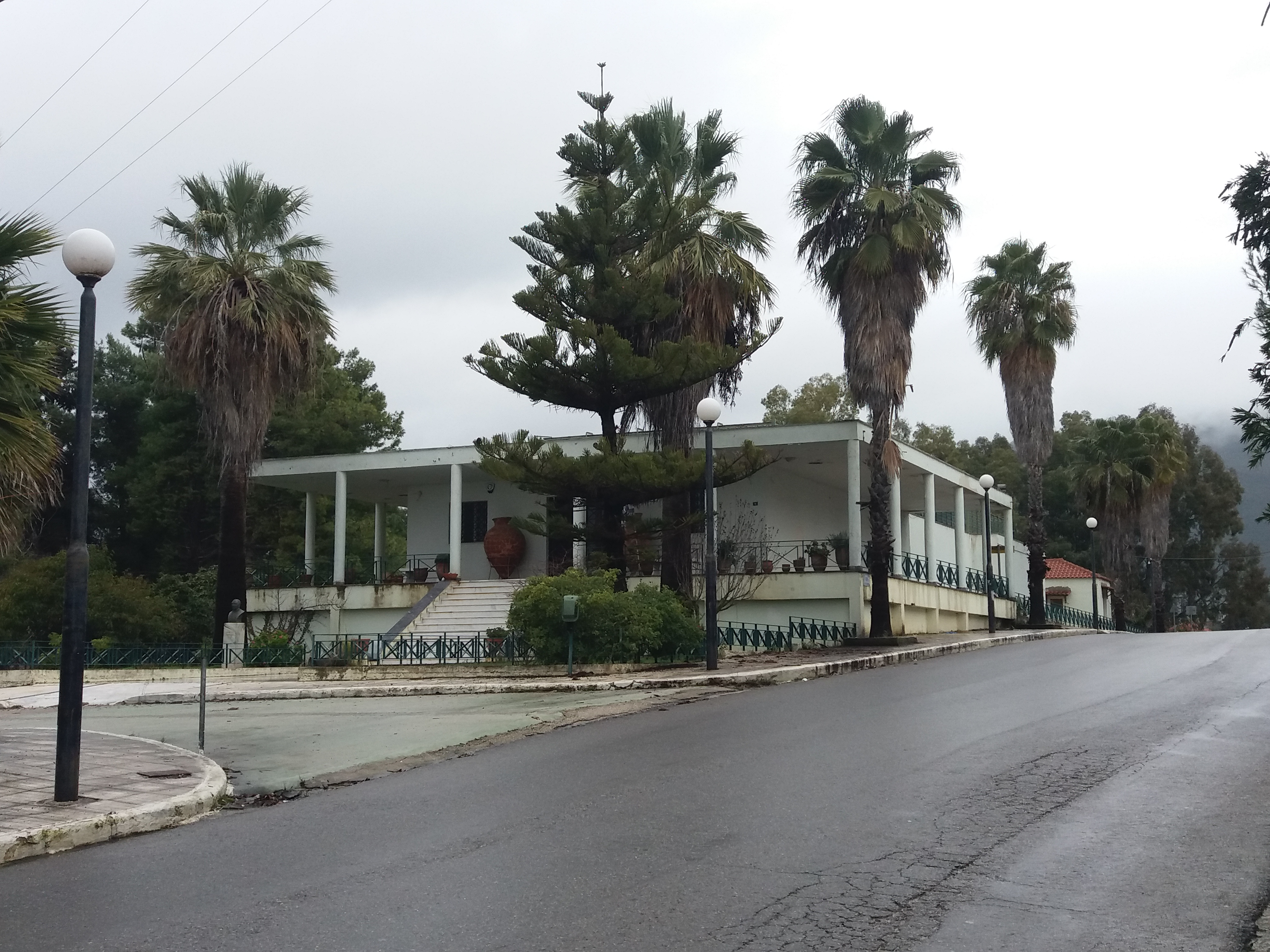
Le Musée archéologique de Chóra.

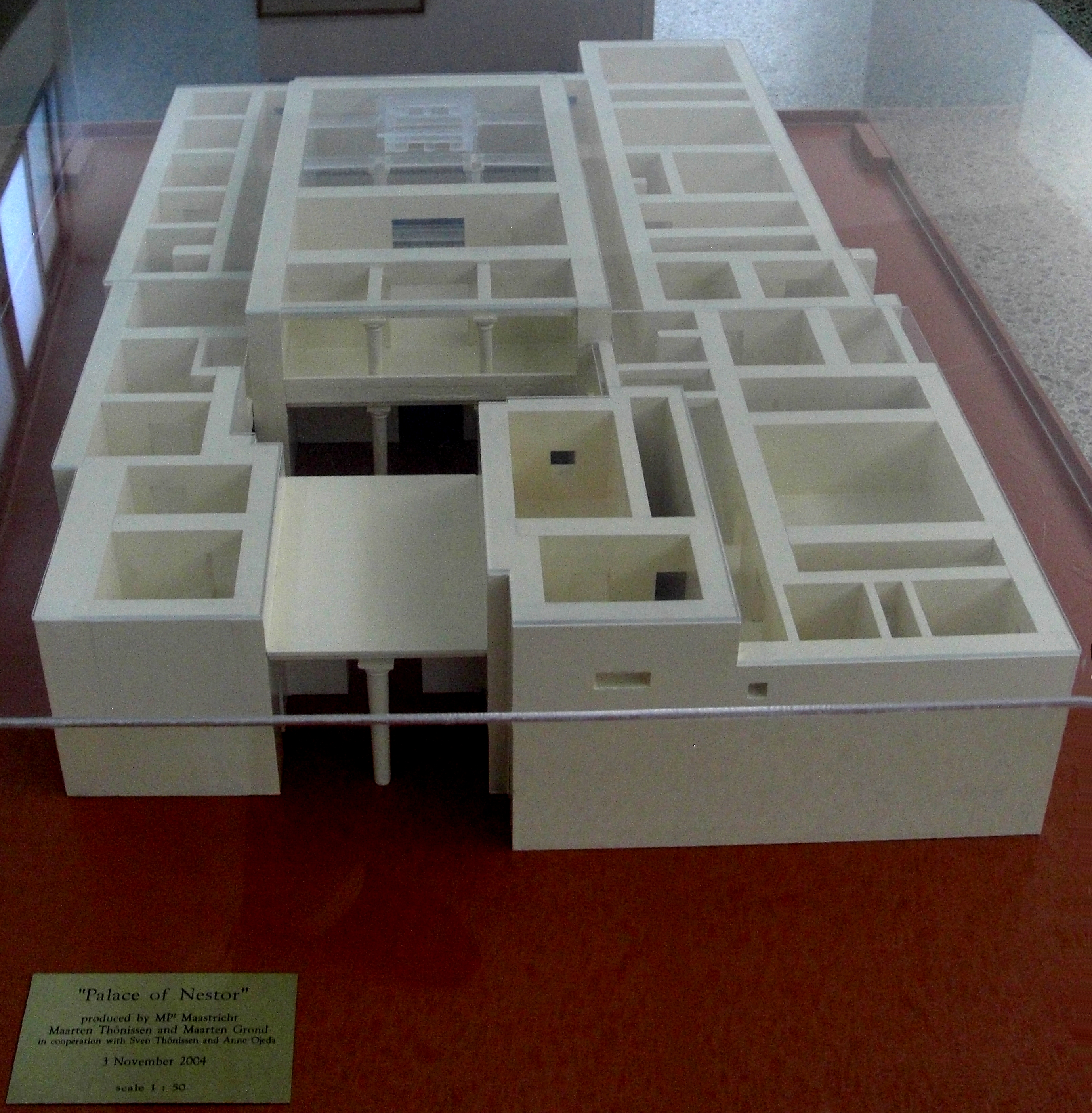
Maquette du palais de Nestor.

Le Musée archéologique se trouve dans le centre-ville de Chóra, à 4 km au nord du palais de Nestor. Le musée, construit en 1969, accueille les artefacts découverts au palais de Nestor et dans la région. Cependant, une partie des objets se trouvent exposés au Musée national archéologique d'Athènes, dans la première salle consacrée à la civilisation mycénienne.
Le musée de Chóra comprend trois salles. La première contient des trouvailles provenant presque exclusivement des tombes de la région : des pots, des armes et des bijoux. La deuxième contient des trouvailles de la région d’Englianos et du palais de Nestor. En plus des grandes jarres de rangement et autres céramiques provenant des entrepôts du palais, il s'y trouve quelques fresques murales, comme celle représentant une figure féminine appelée « la déesse blanche », ainsi que des scènes de guerre et de chasse. Dans la dernière salle sont exposées d’autres trouvailles provenant de la colline d’Englianos et du palais de Nestor, notamment une partie du contenu des tombes de cette région, comme des vases géants, des tasses, des bijoux et des tablettes en argile avec leurs inscriptions en linéaire B.

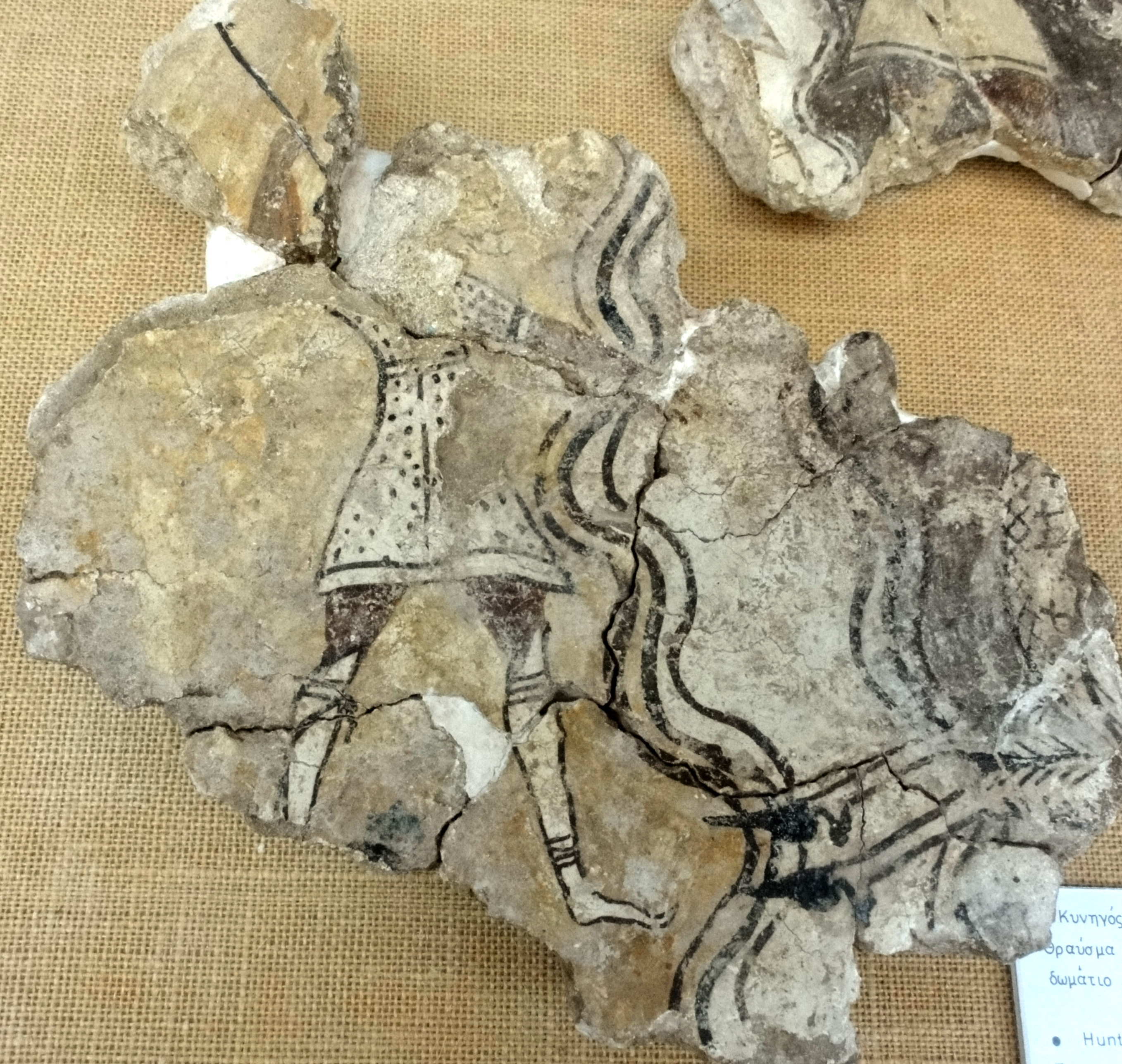
Fragment de fresque, salle 43 du palais, représentant un chasseur et un cerf.
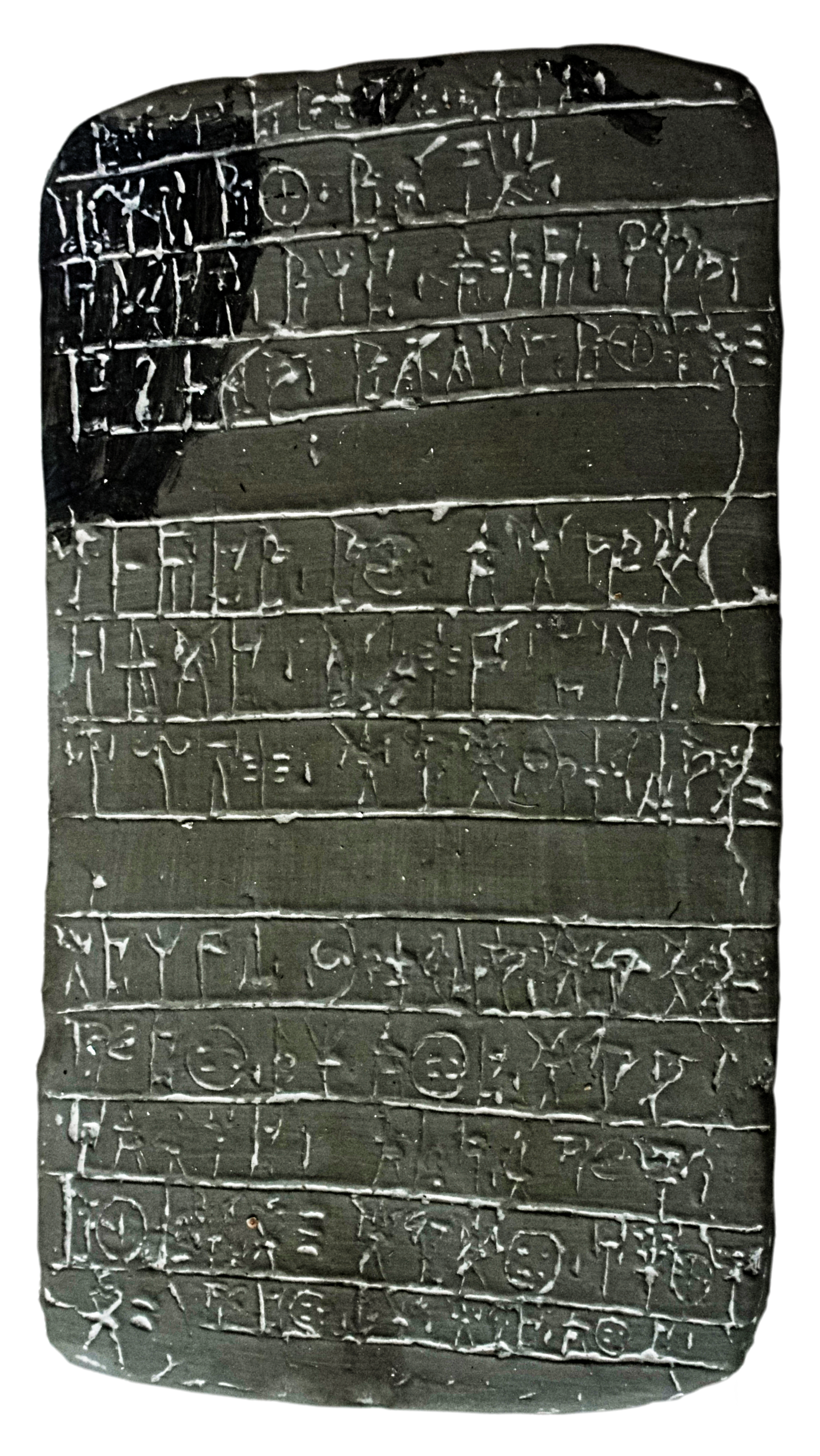
Tablette mycénienne en linéaire B.
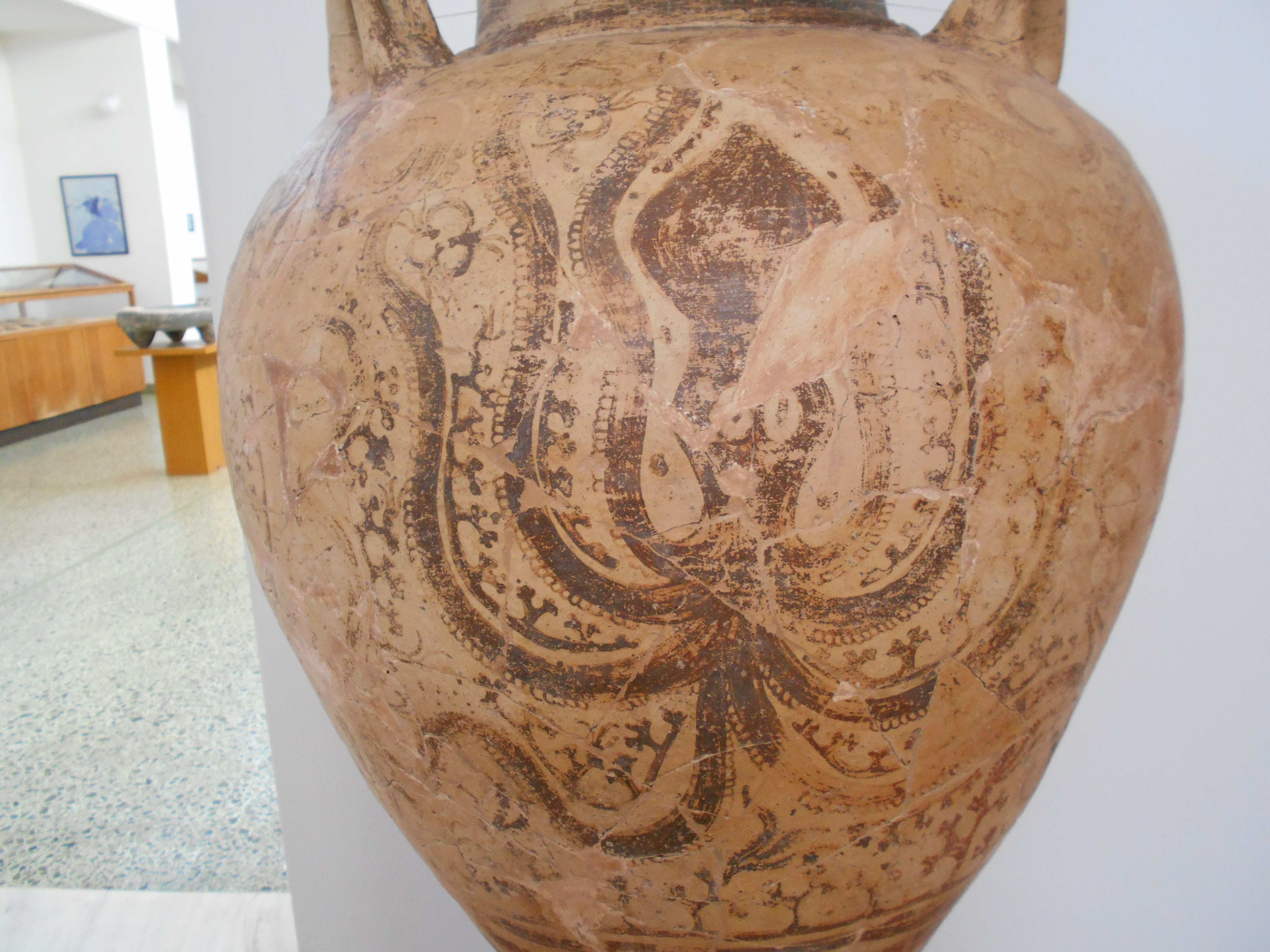
Vase décoré d'une pieuvre.